# Copa Sudamericana 2011
Navigation
Édition précédente Édition suivante
La Copa Sudamericana 2011 aussi appelée Copa Bridgestone Sudamericana 2011 est la 10e édition de la seconde compétition interclubs organisée par le CONMEBOL. Le vainqueur se qualifie pour la Copa Libertadores 2012, la Recopa Sudamericana 2012 et pour la Coupe Suruga Bank 2012. Le tirage au sort a lieu le mardi 28 juin 2011 à 12h00 (heure locale) à l'hotel Sheraton de Buenos Aires, Argentine.
C'est le club chilien du CF Universidad de Chile qui remporte la compétition après avoir battu en finale les Équatoriens du LDU Quito. C'est le premier succès d'un club du Chili dans la compétition alors que le LDU dispute sa deuxième finale en trois ans. L'attaquant d'Universidad de Chile, Eduardo Vargas remporte le titre de meilleur buteur avec un total record de onze réalisations.

## Clubs engagés
Les critères de qualification pour la compétition sont les mêmes que ceux utilisés lors de l'édition précédente. Le nombre de participants est en hausse puisque chacune des fédérations membre de la CONMEBOL engage trois équipes, à l'exception du Brésil et de l'Argentine, qui continuent à aligner respectivement huit et six (plus le CA Independiente, tenant du titre) formations. Le tenant du titre est automatiquement qualifié pour les huitièmes de finale. 
| Huitièmes de finale | Huitièmes de finale | Huitièmes de finale | Huitièmes de finale | Huitièmes de finale | Huitièmes de finale | Huitièmes de finale | Huitièmes de finale | Huitièmes de finale | Huitièmes de finale | Huitièmes de finale | Huitièmes de finale | Huitièmes de finale | Huitièmes de finale | Huitièmes de finale | Huitièmes de finale |
| --- | --- | --- | --- | --- | --- | --- | --- | --- | --- | --- | --- | --- | --- | --- | --- |
| - CA Independiente - Tenant du titre | | | | | | | | | | | | | | | |
| Second tour | | | | | | | | | | | | | | | |
| - Vélez Sarsfield - 1er du classement cumulé 2010-2011 - Estudiantes de La Plata - 2e du classement cumulé 2010-2011 - CD Godoy Cruz - 3e du classement cumulé 2010-2011 - Club Atlético Lanús - 4e du classement cumulé 2010-2011 - Arsenal de Sarandi - 5e du classement cumulé 2010-2011 - Argentinos Juniors - 7e du classement cumulé 2010-2011 - Club Aurora - 3e du tournoi de clôture 2010 - Club de Deportes Iquique - Vainqueur de la Copa Chile 2010 - Asociación Deportivo Cali - Vainqueur de la Copa Colombia 2010 - Club Sport Emelec - Vainqueur du tournoi Ouverture 2011 - Club Libertad - Vainqueur du tournoi de clôture 2010 | - Vélez Sarsfield - 1er du classement cumulé 2010-2011 - Estudiantes de La Plata - 2e du classement cumulé 2010-2011 - CD Godoy Cruz - 3e du classement cumulé 2010-2011 - Club Atlético Lanús - 4e du classement cumulé 2010-2011 - Arsenal de Sarandi - 5e du classement cumulé 2010-2011 - Argentinos Juniors - 7e du classement cumulé 2010-2011 - Club Aurora - 3e du tournoi de clôture 2010 - Club de Deportes Iquique - Vainqueur de la Copa Chile 2010 - Asociación Deportivo Cali - Vainqueur de la Copa Colombia 2010 - Club Sport Emelec - Vainqueur du tournoi Ouverture 2011 - Club Libertad - Vainqueur du tournoi de clôture 2010 | - Vélez Sarsfield - 1er du classement cumulé 2010-2011 - Estudiantes de La Plata - 2e du classement cumulé 2010-2011 - CD Godoy Cruz - 3e du classement cumulé 2010-2011 - Club Atlético Lanús - 4e du classement cumulé 2010-2011 - Arsenal de Sarandi - 5e du classement cumulé 2010-2011 - Argentinos Juniors - 7e du classement cumulé 2010-2011 - Club Aurora - 3e du tournoi de clôture 2010 - Club de Deportes Iquique - Vainqueur de la Copa Chile 2010 - Asociación Deportivo Cali - Vainqueur de la Copa Colombia 2010 - Club Sport Emelec - Vainqueur du tournoi Ouverture 2011 - Club Libertad - Vainqueur du tournoi de clôture 2010 | - Vélez Sarsfield - 1er du classement cumulé 2010-2011 - Estudiantes de La Plata - 2e du classement cumulé 2010-2011 - CD Godoy Cruz - 3e du classement cumulé 2010-2011 - Club Atlético Lanús - 4e du classement cumulé 2010-2011 - Arsenal de Sarandi - 5e du classement cumulé 2010-2011 - Argentinos Juniors - 7e du classement cumulé 2010-2011 - Club Aurora - 3e du tournoi de clôture 2010 - Club de Deportes Iquique - Vainqueur de la Copa Chile 2010 - Asociación Deportivo Cali - Vainqueur de la Copa Colombia 2010 - Club Sport Emelec - Vainqueur du tournoi Ouverture 2011 - Club Libertad - Vainqueur du tournoi de clôture 2010 | - Vélez Sarsfield - 1er du classement cumulé 2010-2011 - Estudiantes de La Plata - 2e du classement cumulé 2010-2011 - CD Godoy Cruz - 3e du classement cumulé 2010-2011 - Club Atlético Lanús - 4e du classement cumulé 2010-2011 - Arsenal de Sarandi - 5e du classement cumulé 2010-2011 - Argentinos Juniors - 7e du classement cumulé 2010-2011 - Club Aurora - 3e du tournoi de clôture 2010 - Club de Deportes Iquique - Vainqueur de la Copa Chile 2010 - Asociación Deportivo Cali - Vainqueur de la Copa Colombia 2010 - Club Sport Emelec - Vainqueur du tournoi Ouverture 2011 - Club Libertad - Vainqueur du tournoi de clôture 2010 | - Vélez Sarsfield - 1er du classement cumulé 2010-2011 - Estudiantes de La Plata - 2e du classement cumulé 2010-2011 - CD Godoy Cruz - 3e du classement cumulé 2010-2011 - Club Atlético Lanús - 4e du classement cumulé 2010-2011 - Arsenal de Sarandi - 5e du classement cumulé 2010-2011 - Argentinos Juniors - 7e du classement cumulé 2010-2011 - Club Aurora - 3e du tournoi de clôture 2010 - Club de Deportes Iquique - Vainqueur de la Copa Chile 2010 - Asociación Deportivo Cali - Vainqueur de la Copa Colombia 2010 - Club Sport Emelec - Vainqueur du tournoi Ouverture 2011 - Club Libertad - Vainqueur du tournoi de clôture 2010 | - Vélez Sarsfield - 1er du classement cumulé 2010-2011 - Estudiantes de La Plata - 2e du classement cumulé 2010-2011 - CD Godoy Cruz - 3e du classement cumulé 2010-2011 - Club Atlético Lanús - 4e du classement cumulé 2010-2011 - Arsenal de Sarandi - 5e du classement cumulé 2010-2011 - Argentinos Juniors - 7e du classement cumulé 2010-2011 - Club Aurora - 3e du tournoi de clôture 2010 - Club de Deportes Iquique - Vainqueur de la Copa Chile 2010 - Asociación Deportivo Cali - Vainqueur de la Copa Colombia 2010 - Club Sport Emelec - Vainqueur du tournoi Ouverture 2011 - Club Libertad - Vainqueur du tournoi de clôture 2010 | - Vélez Sarsfield - 1er du classement cumulé 2010-2011 - Estudiantes de La Plata - 2e du classement cumulé 2010-2011 - CD Godoy Cruz - 3e du classement cumulé 2010-2011 - Club Atlético Lanús - 4e du classement cumulé 2010-2011 - Arsenal de Sarandi - 5e du classement cumulé 2010-2011 - Argentinos Juniors - 7e du classement cumulé 2010-2011 - Club Aurora - 3e du tournoi de clôture 2010 - Club de Deportes Iquique - Vainqueur de la Copa Chile 2010 - Asociación Deportivo Cali - Vainqueur de la Copa Colombia 2010 - Club Sport Emelec - Vainqueur du tournoi Ouverture 2011 - Club Libertad - Vainqueur du tournoi de clôture 2010 | - Clube Atlético Paranaense - 5e du championnat 2010 - Botafogo FR - 6e du championnat 2010 - São Paulo Futebol Clube - 9e du championnat 2010 - SE Palmeiras - 10e du championnat 2010 - CR Vasco da Gama - 11e du championnat 2010 - Ceará Sporting Club - 12e du championnat 2010 - Atlético Mineiro - 13e du championnat 2010 - CR Flamengo - 14e du championnat 2010 - Club Universitario de Deportes - 2e du classement cumulé 2010 - Club Nacional de Football - Champion d'Uruguay 2010-2011 - Trujillanos FC - Vainqueur de la Copa Venezuela 2010 | - Clube Atlético Paranaense - 5e du championnat 2010 - Botafogo FR - 6e du championnat 2010 - São Paulo Futebol Clube - 9e du championnat 2010 - SE Palmeiras - 10e du championnat 2010 - CR Vasco da Gama - 11e du championnat 2010 - Ceará Sporting Club - 12e du championnat 2010 - Atlético Mineiro - 13e du championnat 2010 - CR Flamengo - 14e du championnat 2010 - Club Universitario de Deportes - 2e du classement cumulé 2010 - Club Nacional de Football - Champion d'Uruguay 2010-2011 - Trujillanos FC - Vainqueur de la Copa Venezuela 2010 | - Clube Atlético Paranaense - 5e du championnat 2010 - Botafogo FR - 6e du championnat 2010 - São Paulo Futebol Clube - 9e du championnat 2010 - SE Palmeiras - 10e du championnat 2010 - CR Vasco da Gama - 11e du championnat 2010 - Ceará Sporting Club - 12e du championnat 2010 - Atlético Mineiro - 13e du championnat 2010 - CR Flamengo - 14e du championnat 2010 - Club Universitario de Deportes - 2e du classement cumulé 2010 - Club Nacional de Football - Champion d'Uruguay 2010-2011 - Trujillanos FC - Vainqueur de la Copa Venezuela 2010 | - Clube Atlético Paranaense - 5e du championnat 2010 - Botafogo FR - 6e du championnat 2010 - São Paulo Futebol Clube - 9e du championnat 2010 - SE Palmeiras - 10e du championnat 2010 - CR Vasco da Gama - 11e du championnat 2010 - Ceará Sporting Club - 12e du championnat 2010 - Atlético Mineiro - 13e du championnat 2010 - CR Flamengo - 14e du championnat 2010 - Club Universitario de Deportes - 2e du classement cumulé 2010 - Club Nacional de Football - Champion d'Uruguay 2010-2011 - Trujillanos FC - Vainqueur de la Copa Venezuela 2010 | - Clube Atlético Paranaense - 5e du championnat 2010 - Botafogo FR - 6e du championnat 2010 - São Paulo Futebol Clube - 9e du championnat 2010 - SE Palmeiras - 10e du championnat 2010 - CR Vasco da Gama - 11e du championnat 2010 - Ceará Sporting Club - 12e du championnat 2010 - Atlético Mineiro - 13e du championnat 2010 - CR Flamengo - 14e du championnat 2010 - Club Universitario de Deportes - 2e du classement cumulé 2010 - Club Nacional de Football - Champion d'Uruguay 2010-2011 - Trujillanos FC - Vainqueur de la Copa Venezuela 2010 | - Clube Atlético Paranaense - 5e du championnat 2010 - Botafogo FR - 6e du championnat 2010 - São Paulo Futebol Clube - 9e du championnat 2010 - SE Palmeiras - 10e du championnat 2010 - CR Vasco da Gama - 11e du championnat 2010 - Ceará Sporting Club - 12e du championnat 2010 - Atlético Mineiro - 13e du championnat 2010 - CR Flamengo - 14e du championnat 2010 - Club Universitario de Deportes - 2e du classement cumulé 2010 - Club Nacional de Football - Champion d'Uruguay 2010-2011 - Trujillanos FC - Vainqueur de la Copa Venezuela 2010 | - Clube Atlético Paranaense - 5e du championnat 2010 - Botafogo FR - 6e du championnat 2010 - São Paulo Futebol Clube - 9e du championnat 2010 - SE Palmeiras - 10e du championnat 2010 - CR Vasco da Gama - 11e du championnat 2010 - Ceará Sporting Club - 12e du championnat 2010 - Atlético Mineiro - 13e du championnat 2010 - CR Flamengo - 14e du championnat 2010 - Club Universitario de Deportes - 2e du classement cumulé 2010 - Club Nacional de Football - Champion d'Uruguay 2010-2011 - Trujillanos FC - Vainqueur de la Copa Venezuela 2010 | - Clube Atlético Paranaense - 5e du championnat 2010 - Botafogo FR - 6e du championnat 2010 - São Paulo Futebol Clube - 9e du championnat 2010 - SE Palmeiras - 10e du championnat 2010 - CR Vasco da Gama - 11e du championnat 2010 - Ceará Sporting Club - 12e du championnat 2010 - Atlético Mineiro - 13e du championnat 2010 - CR Flamengo - 14e du championnat 2010 - Club Universitario de Deportes - 2e du classement cumulé 2010 - Club Nacional de Football - Champion d'Uruguay 2010-2011 - Trujillanos FC - Vainqueur de la Copa Venezuela 2010 |
| Premier tour | | | | | | | | | | | | | | | |
| - Club Deportivo San José - Finaliste du Torneo de Invierno 2010 - The Strongest La Paz - 4e du tournoi Ouverture 2010 - CD Universidad Catolica - Vainqueur du tournoi Ouverture 2011 - CF Universidad de Chile - Vainqueur du barrage pré-Sudamericana - Club Independiente Santa Fe - 2e du classement cumulé 2010 - Club Deportivo La Equidad - 3e du classement cumulé 2010 - LDU Quito - Vainqueur du tournoi de clôture 2010 - Sociedad Deportivo Quito - 3e du tournoi Ouverture 2011 | - Club Deportivo San José - Finaliste du Torneo de Invierno 2010 - The Strongest La Paz - 4e du tournoi Ouverture 2010 - CD Universidad Catolica - Vainqueur du tournoi Ouverture 2011 - CF Universidad de Chile - Vainqueur du barrage pré-Sudamericana - Club Independiente Santa Fe - 2e du classement cumulé 2010 - Club Deportivo La Equidad - 3e du classement cumulé 2010 - LDU Quito - Vainqueur du tournoi de clôture 2010 - Sociedad Deportivo Quito - 3e du tournoi Ouverture 2011 | - Club Deportivo San José - Finaliste du Torneo de Invierno 2010 - The Strongest La Paz - 4e du tournoi Ouverture 2010 - CD Universidad Catolica - Vainqueur du tournoi Ouverture 2011 - CF Universidad de Chile - Vainqueur du barrage pré-Sudamericana - Club Independiente Santa Fe - 2e du classement cumulé 2010 - Club Deportivo La Equidad - 3e du classement cumulé 2010 - LDU Quito - Vainqueur du tournoi de clôture 2010 - Sociedad Deportivo Quito - 3e du tournoi Ouverture 2011 | - Club Deportivo San José - Finaliste du Torneo de Invierno 2010 - The Strongest La Paz - 4e du tournoi Ouverture 2010 - CD Universidad Catolica - Vainqueur du tournoi Ouverture 2011 - CF Universidad de Chile - Vainqueur du barrage pré-Sudamericana - Club Independiente Santa Fe - 2e du classement cumulé 2010 - Club Deportivo La Equidad - 3e du classement cumulé 2010 - LDU Quito - Vainqueur du tournoi de clôture 2010 - Sociedad Deportivo Quito - 3e du tournoi Ouverture 2011 | - Club Deportivo San José - Finaliste du Torneo de Invierno 2010 - The Strongest La Paz - 4e du tournoi Ouverture 2010 - CD Universidad Catolica - Vainqueur du tournoi Ouverture 2011 - CF Universidad de Chile - Vainqueur du barrage pré-Sudamericana - Club Independiente Santa Fe - 2e du classement cumulé 2010 - Club Deportivo La Equidad - 3e du classement cumulé 2010 - LDU Quito - Vainqueur du tournoi de clôture 2010 - Sociedad Deportivo Quito - 3e du tournoi Ouverture 2011 | - Club Deportivo San José - Finaliste du Torneo de Invierno 2010 - The Strongest La Paz - 4e du tournoi Ouverture 2010 - CD Universidad Catolica - Vainqueur du tournoi Ouverture 2011 - CF Universidad de Chile - Vainqueur du barrage pré-Sudamericana - Club Independiente Santa Fe - 2e du classement cumulé 2010 - Club Deportivo La Equidad - 3e du classement cumulé 2010 - LDU Quito - Vainqueur du tournoi de clôture 2010 - Sociedad Deportivo Quito - 3e du tournoi Ouverture 2011 | - Club Deportivo San José - Finaliste du Torneo de Invierno 2010 - The Strongest La Paz - 4e du tournoi Ouverture 2010 - CD Universidad Catolica - Vainqueur du tournoi Ouverture 2011 - CF Universidad de Chile - Vainqueur du barrage pré-Sudamericana - Club Independiente Santa Fe - 2e du classement cumulé 2010 - Club Deportivo La Equidad - 3e du classement cumulé 2010 - LDU Quito - Vainqueur du tournoi de clôture 2010 - Sociedad Deportivo Quito - 3e du tournoi Ouverture 2011 | - Club Deportivo San José - Finaliste du Torneo de Invierno 2010 - The Strongest La Paz - 4e du tournoi Ouverture 2010 - CD Universidad Catolica - Vainqueur du tournoi Ouverture 2011 - CF Universidad de Chile - Vainqueur du barrage pré-Sudamericana - Club Independiente Santa Fe - 2e du classement cumulé 2010 - Club Deportivo La Equidad - 3e du classement cumulé 2010 - LDU Quito - Vainqueur du tournoi de clôture 2010 - Sociedad Deportivo Quito - 3e du tournoi Ouverture 2011 | - Club Nacional - 2e du classement cumulé 2010 - Club Olimpia - 3e du classement cumulé 2010 - Universidad César Vallejo - 3e du classement cumulé 2010 - Club Juan Aurich - 4e du classement cumulé 2010 - Centro Atlético Fénix - 4e du classement cumulé 2010 - Club Atlético Bella Vista - 5e du classement cumulé 2010 - Deportivo Anzoátegui - Vainqueur du barrage pré-Sudamericana - Yaracuyanos FC - Vainqueur du barrage pré-Sudamericana | - Club Nacional - 2e du classement cumulé 2010 - Club Olimpia - 3e du classement cumulé 2010 - Universidad César Vallejo - 3e du classement cumulé 2010 - Club Juan Aurich - 4e du classement cumulé 2010 - Centro Atlético Fénix - 4e du classement cumulé 2010 - Club Atlético Bella Vista - 5e du classement cumulé 2010 - Deportivo Anzoátegui - Vainqueur du barrage pré-Sudamericana - Yaracuyanos FC - Vainqueur du barrage pré-Sudamericana | - Club Nacional - 2e du classement cumulé 2010 - Club Olimpia - 3e du classement cumulé 2010 - Universidad César Vallejo - 3e du classement cumulé 2010 - Club Juan Aurich - 4e du classement cumulé 2010 - Centro Atlético Fénix - 4e du classement cumulé 2010 - Club Atlético Bella Vista - 5e du classement cumulé 2010 - Deportivo Anzoátegui - Vainqueur du barrage pré-Sudamericana - Yaracuyanos FC - Vainqueur du barrage pré-Sudamericana | - Club Nacional - 2e du classement cumulé 2010 - Club Olimpia - 3e du classement cumulé 2010 - Universidad César Vallejo - 3e du classement cumulé 2010 - Club Juan Aurich - 4e du classement cumulé 2010 - Centro Atlético Fénix - 4e du classement cumulé 2010 - Club Atlético Bella Vista - 5e du classement cumulé 2010 - Deportivo Anzoátegui - Vainqueur du barrage pré-Sudamericana - Yaracuyanos FC - Vainqueur du barrage pré-Sudamericana | - Club Nacional - 2e du classement cumulé 2010 - Club Olimpia - 3e du classement cumulé 2010 - Universidad César Vallejo - 3e du classement cumulé 2010 - Club Juan Aurich - 4e du classement cumulé 2010 - Centro Atlético Fénix - 4e du classement cumulé 2010 - Club Atlético Bella Vista - 5e du classement cumulé 2010 - Deportivo Anzoátegui - Vainqueur du barrage pré-Sudamericana - Yaracuyanos FC - Vainqueur du barrage pré-Sudamericana | - Club Nacional - 2e du classement cumulé 2010 - Club Olimpia - 3e du classement cumulé 2010 - Universidad César Vallejo - 3e du classement cumulé 2010 - Club Juan Aurich - 4e du classement cumulé 2010 - Centro Atlético Fénix - 4e du classement cumulé 2010 - Club Atlético Bella Vista - 5e du classement cumulé 2010 - Deportivo Anzoátegui - Vainqueur du barrage pré-Sudamericana - Yaracuyanos FC - Vainqueur du barrage pré-Sudamericana | - Club Nacional - 2e du classement cumulé 2010 - Club Olimpia - 3e du classement cumulé 2010 - Universidad César Vallejo - 3e du classement cumulé 2010 - Club Juan Aurich - 4e du classement cumulé 2010 - Centro Atlético Fénix - 4e du classement cumulé 2010 - Club Atlético Bella Vista - 5e du classement cumulé 2010 - Deportivo Anzoátegui - Vainqueur du barrage pré-Sudamericana - Yaracuyanos FC - Vainqueur du barrage pré-Sudamericana | - Club Nacional - 2e du classement cumulé 2010 - Club Olimpia - 3e du classement cumulé 2010 - Universidad César Vallejo - 3e du classement cumulé 2010 - Club Juan Aurich - 4e du classement cumulé 2010 - Centro Atlético Fénix - 4e du classement cumulé 2010 - Club Atlético Bella Vista - 5e du classement cumulé 2010 - Deportivo Anzoátegui - Vainqueur du barrage pré-Sudamericana - Yaracuyanos FC - Vainqueur du barrage pré-Sudamericana |

## Compétition

### Format
Des 38 équipes qualifiées, 16 joueront une première phase où elles s'affronteront en matchs aller-retour pour les 8 places qualificatives pour la seconde phase. Les 8 vainqueurs de ce premier tour rejoignent les 22 autres équipes qualifiées pour y disputer un deuxième tour de qualification. Les critères de départage sont:
- Différence de but
- Les buts marqués à l'extérieur
- Les tirs au but (pas de prolongation)

Les équipes qui disputent cette première phase sont les 2e et 3e des championnats bolivien, chilien, colombien, équatorien, paraguayen, péruvien, uruguayen, et vénézuélien. Le tirage au sort a eu lieu le mardi 28 juin 2011 à 12h00 (heure locale) à l'hotel Sheraton de Buenos Aires, Argentine.

### Premier tour
Les équipes argentines et brésiliennes et la meilleure formation des huit autres fédérations sont exemptées et entrent directement au second tour. Le tirage au sort est orienté afin que les clubs rencontrent l'une des formations de leur zone (Bolivie-Paraguay, Pérou-Colombie, Équateur-Venezuela et Chili-Uruguay)
| Équipe 1                  | Résultat | Équipe 2                    | Aller | Retour |
| ------------------------- | -------- | --------------------------- | ----- | ------ |
| Club Deportivo San José   | 0 - 1    | Club Nacional               | 0 - 0 | 0 - 1  |
| Club Olimpia              | 3 - 2    | The Strongest La Paz        | 2 - 0 | 1 - 2  |
| Universidad César Vallejo | 1 - 3    | Club Independiente Santa Fe | 1 - 1 | 0 - 2  |
| Club Deportivo La Equidad | 4 - 1    | Club Juan Aurich            | 2 - 0 | 2 - 1  |
| Deportivo Quito           | 1 - 2    | Deportivo Anzoátegui        | 1 - 0 | 0 - 2  |
| Yaracuyanos FC            | 1 - 2    | LDU Quito                   | 1 - 1 | 0 - 1  |
| CF Universidad de Chile   | 1 - 0    | Centro Atlético Fénix       | 1 - 0 | 0 - 0  |
| Club Atlético Bella Vista | 1 - 4    | CD Universidad Catolica     | 1 - 1 | 0 - 3  |

### Second tour
Les équipes brésiliennes et argentines entrent en lice. Elles doivent obligatoirement s'affronter entre formations du même pays.
| Équipe 1                    | Résultat      | Équipe 2                       | Aller | Retour |
| --------------------------- | ------------- | ------------------------------ | ----- | ------ |
| Argentinos Juniors          | 0 - 4         | Vélez Sarsfield                | 0 - 0 | 0 - 4  |
| CF Universidad de Chile     | 3 - 0         | Club Nacional de Football      | 1 - 0 | 2 - 0  |
| Vasco de Gama               | 3e - 3        | Sociedade Esportiva Palmeiras  | 2 - 0 | 1 - 3  |
| Club Deportivo La Equidad   | 0 - 2         | Club Libertad                  | 0 - 1 | 0 - 1  |
| Deportivo Anzoátegui        | 1 - 4         | Club Universitario de Deportes | 1 - 2 | 0 - 2  |
| Arsenal de Sarandi          | 2 - 1         | Estudiantes de La Plata        | 2 - 0 | 0 - 1  |
| Club Independiente Santa Fe | 2 - 2 6-5 tab | Asociación Deportivo Cali      | 1 - 1 | 1 - 1  |
| Clube Atlético Mineiro      | 1 - 3         | Botafogo                       | 1 - 2 | 0 - 1  |
| Club Olimpia                | 4 - 2         | Club Sport Emelec              | 2 - 1 | 2 - 1  |
| Club Atlético Lanús         | 2 - 2e        | CD Godoy Cruz                  | 2 - 2 | 0 - 0  |
| LDU Quito                   | 5 - 1         | Trujillanos FC                 | 4 - 1 | 1 - 0  |
| Ceará Sporting Club         | 2 - 4         | São Paulo Futebol Clube        | 2 - 1 | 0 - 3  |
| Club Nacional               | 3 - 6         | Club Aurora                    | 1 - 1 | 2 - 5  |
| Flamengo                    | 2 - 0         | Clube Atlético Paranaense      | 1 - 0 | 1 - 0  |
| Universidad Catolica        | 2 - 1         | Club de Deportes Iquique       | 2 - 1 | 0 - 0  |

### Huitièmes de finale
| Équipe 1                | Résultat      | Équipe 2                       | Aller | Retour |
| ----------------------- | ------------- | ------------------------------ | ----- | ------ |
| Universidad Catolica    | 1 - 3         | Vélez Sarsfield                | 0 - 2 | 1 - 1  |
| Botafogo FR             | 2 - 5         | Club Independiente Santa Fe    | 1 - 1 | 1 - 4  |
| LDU Quito               | 2 - 1         | CA IndependienteT              | 2 - 0 | 0 - 1  |
| São Paulo Futebol Clube | 1 - 2         | Club Libertad                  | 1 - 0 | 0 - 2  |
| CR Flamengo             | 0 - 5         | CF Universidad de Chile        | 0 - 4 | 0 - 1  |
| Club Olimpia            | 2 - 3         | Arsenal de Sarandi             | 0 - 0 | 2 - 3  |
| CD Godoy Cruz           | 2 - 2 2-3 tab | Club Universitario de Deportes | 1 - 1 | 1 - 1  |
| Club Aurora             | 6 - 9         | Vasco de Gama                  | 3 - 1 | 3 - 8  |

### Quarts de finale
| Équipe 1                       | Résultat      | Équipe 2                | Aller | Retour |
| ------------------------------ | ------------- | ----------------------- | ----- | ------ |
| Club Independiente Santa Fe    | 3 - 4         | Vélez Sarsfield         | 1 - 1 | 2 - 3  |
| Arsenal de Sarandi             | 1 - 5         | CF Universidad de Chile | 1 - 2 | 0 - 3  |
| LDU Quito                      | 1 - 1 5-4 tab | Club Libertad           | 1 - 0 | 0 - 1  |
| Club Universitario de Deportes | 4 - 5         | Vasco de Gama           | 2 - 0 | 2 - 5  |

### Demi-finales
| Équipe 1      | Résultat | Équipe 2                | Aller | Retour |
| ------------- | -------- | ----------------------- | ----- | ------ |
| LDU Quito     | 3 - 0    | Vélez Sarsfield         | 2 - 0 | 1 - 0  |
| Vasco de Gama | 1 - 3    | CF Universidad de Chile | 1 - 1 | 0 - 2  |

### Finale
| Aller                       | LDU Quito | 0 - 1 | Universidad de Chile | Stade de Liga Deportiva Universitaria, Quito |                                             |
| 8 décembre 2011 19h15 UTC-5 |           |       | 44e Vargas           | Spectateurs : 40 000 Arbitrage : Diego Abal  | Spectateurs : 40 000 Arbitrage : Diego Abal |
| 8 décembre 2011 19h15 UTC-5 | (Rapport) |       |                      | Spectateurs : 40 000 Arbitrage : Diego Abal  | Spectateurs : 40 000 Arbitrage : Diego Abal |

| LDU Quito | Universidad de Chile |

| LDU QUITO:    |    |                     |     |     |
|               |    |                     |     |     |
| GB            | 22 | Alexander Domínguez |     |     |
| DC            | 6  | Jorge Guagua        |     |     |
| DC            | 2  | Norberto Araujo     |     |     |
| DC            | 14 | Diego Calderón      | 54e |     |
| M             | 13 | Néicer Reasco       |     | 81e |
| M             | 21 | Lucas Acosta        |     |     |
| M             | 18 | Fernando Hidalgo    |     |     |
| M             | 5  | Paúl Ambrosi        |     |     |
| M             | 11 | Ezequiel González   | 77e |     |
| A             | 19 | Claudio Bieler      |     | 45e |
| A             | 16 | Hernán Barcos       |     |     |
| Remplaçants : |    |                     |     |     |
| A             | 10 | Luis Bolaños        |     | 45e |
| M             | 17 | Enrique Gámez       |     | 81e |
| Entraîneur :  |    |                     |     |     |
| Edgardo Bauza |    |                     |     |     |

| UNIVERSIDAD DE CHILE: |    |                  |     |     |
|                       |    |                  |     |     |
| GB                    | 25 | Johnny Herrera   | 87e |     |
| DC                    | 13 | José Rojas       |     |     |
| DC                    | 2  | Marcos González  |     |     |
| DC                    | 4  | Osvaldo González |     |     |
| M                     | 21 | Marcelo Díaz     |     |     |
| M                     | 6  | Matías Rodríguez |     |     |
| M                     | 20 | Charles Aránguiz |     | 88e |
| M                     | 3  | Eugenio Mena     |     |     |
| M                     | 5  | Albert Acevedo   |     |     |
| A                     | 19 | Gustavo Canales  | 57e | 71e |
| A                     | 17 | Eduardo Vargas   | 51e | 89e |
| Remplaçants :         |    |                  |     |     |
| A                     | 16 | Francisco Castro |     | 71e |
| M                     | 27 | Paulo Maghalaes  |     | 89e |
| A                     | 15 | Guillermo Marino |     | 88e |
| Entraîneur :          |    |                  |     |     |
| Jorge Sampaoli        |    |                  |     |     |

| Retour                       | Universidad de Chile           | 3 - 0 | LDU Quito | Estadio Nacional de Chile, Santiago            |                                                |
| 14 décembre 2011 21h15 UTC-3 | Vargas 2e 87e · Lorenzetti 79e |       |           | Spectateurs : 50 000 Arbitrage : Wilson Seneme | Spectateurs : 50 000 Arbitrage : Wilson Seneme |
| 14 décembre 2011 21h15 UTC-3 | (Rapport)                      |       |           | Spectateurs : 50 000 Arbitrage : Wilson Seneme | Spectateurs : 50 000 Arbitrage : Wilson Seneme |

| Universidad de Chile |  | LDU Quito |

| UNIVERSIDAD DE CHILE: |    |                    |          |     |
|                       |    |                    |          |     |
| GB                    | 25 | Johnny Herrera     |          |     |
| DC                    | 13 | José Rojas         |          | 53e |
| DC                    | 2  | Marcos González    |          |     |
| DC                    | 4  | Osvaldo González   | 57e      |     |
| M                     | 21 | Marcelo Díaz       | 30e      |     |
| M                     | 6  | Matías Rodríguez   | 67e, 83e |     |
| M                     | 20 | Charles Aránguiz   |          |     |
| M                     | 3  | Eugenio Mena       |          |     |
| M                     | 5  | Albert Acevedo     |          |     |
| A                     | 19 | Gustavo Canales    |          | 86e |
| A                     | 17 | Eduardo Vargas     |          |     |
| Remplaçants :         |    |                    |          |     |
| M                     | 22 | Gustavo Lorenzetti |          | 53e |
| A                     | 7  | Diego Rivarola     |          | 86e |
| Entraîneur :          |    |                    |          |     |
| Jorge Sampaoli        |    |                    |          |     |

| LDU QUITO:    |    |                     |     |     |
|               |    |                     |     |     |
| GB            | 22 | Alexander Domínguez |     |     |
| DD            | 13 | Néicer Reasco       |     | 54e |
| DC            | 6  | Jorge Guagua        | 67e |     |
| DC            | 2  | Norberto Araujo     |     |     |
| DG            | 14 | Diego Calderón      |     |     |
| MD            | 18 | Fernando Hidalgo    | 9e  |     |
| M             | 21 | Lucas Acosta        |     |     |
| M             | 5  | Paúl Ambrosi        |     |     |
| MG            | 11 | Ezequiel González   | 39e |     |
| A             | 10 | Luis Bolaños        |     | 66e |
| A             | 16 | Hernán Barcos       | 27e |     |
| Remplaçants : |    |                     |     |     |
| A             | 9  | Walter Calderón     |     | 66e |
| M             | 17 | Enrique Gámez       |     | 54e |
| Entraîneur :  |    |                     |     |     |
| Edgardo Bauza |    |                     |     |     |

| Vainqueur de la Copa Sudamericana 2011 |
| -------------------------------------- |
| Drapeau du Chili                       |
| Universidad de Chile Premier iitre     |